# 朱共山
朱共山（1958年—），男，江苏阜寧人，中国企业家。現任保利協鑫能源控股有限公司創辦人、董事長、常務董事及首席常務官。畢業於南京工程學院。

## 生平
1978年起，先後做過普通不少工作，包括售貨員等。1990年，在香港創立协鑫集团。1996年，創辦公司和新海康航業組成新海康协鑫热电有限公司，開發電廠也不斷增加。2006年，創立協鑫硅業科技控股有限公司（協鑫光伏電力科技控股有限公司前身），展開了太陽能電硅事業再創高峰，其後在把旗下保利協鑫能源在香港上市。2009年，收購協鑫光伏電力科技控股有限公司，是以263.5亿港元價格。成為能源大王之一。

## 社会兼职
江蘇省政協委員、中國富強基金會董事會副主席、中國光伏產業聯盟聯合主席、中國電機工程學會熱電專業委員會副主任、南京大學第四屆校董會名譽董事長、江蘇省關心下一代基金會副理事長、江蘇旅港同鄉聯合會名譽會長、江蘇鹽城旅港同鄉會名譽會長、香港鹽城商會會長、廣東省江蘇商會名譽會長、深圳市徐州商會名譽會長、中國資源結合利用協會可再生能源專業委員會副主任委員、英國皇儲慈善基金會中國副理事長、非洲糧食基金永久名譽主席等。

## 会员
中國再生能源企業家聯合會會員、美國Acore清潔能源協會會員。